# دار ابن الجوزي (السعودية)
دار ابن الجوزي أو دار ابن الجوزي الدمام. (يوجد دار ابن الجوزي القاهرة)، أُسست عام 1984م، في الدمام السعودية. اشتهرت بجودة الطبعات وحسن التحقيق والتخريج.